# Armée de la baie de Tokyo
L'armée de la baie de Tokyo (東京湾兵団, Tokyo wan heidan) est une partie de l'armée impériale japonaise créée à la toute fin de la Seconde Guerre mondiale.

## Histoire
L'armée de la baie de Tokyo est formée le 19 juin 1945 sous le contrôle de la 12e armée régionale dans le cadre des efforts désespérés du Japon d'empêcher un prochain débarquement des Alliés dans la région de Kantō. L'armée est basée à Tateyama dans la préfecture de Chiba. Elle est principalement composée de réservistes peu entraînés, d'étudiants mobilisés et de membres du corps combattants des citoyens patriotiques. Elle est dissoute lors de la reddition du Japon le 15 août 1945 sans avoir jamais combattu.